# دهه ۱۵۵۰ (پیش از میلاد)
دهه ۱۵۵۰ (پیش از میلاد) صد و پنجاه و پنجمین دهه قبل از مبدا شروع تقویم میلادی است.

## رویدادها
- آغاز فرمانروایی اهمسه یکم، فرعون مصر باستان